# Yangmei Shuiku (reservoar i Kina, Guangdong)
Yangmei Shuiku (kinesiska: 杨梅水库) är en reservoar i Kina. Den ligger i provinsen Guangdong, i den södra delen av landet, omkring 99 kilometer väster om provinshuvudstaden Guangzhou. Yangmei Shuiku ligger 30 meter över havet. Arean är 1,1 kvadratkilometer. I omgivningarna runt Yangmei Shuiku växer i huvudsak städsegrön lövskog. Den sträcker sig 1,6 kilometer i nord-sydlig riktning, och 2,0 kilometer i öst-västlig riktning.
Genomsnittlig årsnederbörd är 2 302 millimeter. Den regnigaste månaden är maj, med i genomsnitt 327 mm nederbörd, och den torraste är januari, med 28 mm nederbörd.